# Coleophora binderella
Coleophora binderella é uma espécie de mariposa do gênero Coleophora pertencente à família Coleophoridae.